# John Colgate
John Colgate (ur. 27 stycznia 1935 roku) – amerykański kierowca wyścigowy.

## Kariera
W wyścigach samochodowych Colgate poświęcił się głównie startom w wyścigach zaliczanych do klasyfikacji Mistrzostw Świata Samochodów Sportowych. W latach 1960-1961 pojawiał się w stawce 24-godzinnego wyścigu Le Mans. W pierwszym sezonie startów odniósł zwycięstwo w klasie S 1.0, a w klasyfikacji generalnej był szesnasty. Rok później nie ukończył wyścigu.